# Suzanne Schiffman
Pour les articles homonymes, voir Schiffman.
Suzanne Schiffman, née Suzanne Klochendler le 27 septembre 1929 à Paris 19e et morte le 5 juin 2001 à Paris 10e, est une assistante, scénariste et réalisatrice française. Elle est une figure dans l'histoire du cinéma de la Nouvelle Vague, en particulier aux côtés de François Truffaut. Elle est la mère du directeur de la photographie Guillaume Schiffman.

## Biographie
D'origine juive, elle cache pendant l'Occupation allemande son étoile jaune derrière son foulard pour aller aux spectacles. Quarante ans plus tard elle introduit cet épisode dans le scénario du film Le Dernier Métro.
À partir de 1949, elle fréquente assidûment les ciné-clubs parisiens et la cinémathèque. Elle y rencontre Jean-Luc Godard, François Truffaut, Éric Rohmer et Jacques Rivette.
Elle effectue ensuite un séjour aux États-Unis et au Mexique.
À son retour, elle accompagne le passage à la réalisation de ses amis cinéphiles. Elle travaille d'abord avec Jacques Rivette sur le tournage de Paris nous appartient, puis avec François Truffaut sur le tournage de Tirez sur le pianiste, et avec Jean-Luc Godard sur le tournage de Une femme est une femme en 1960.
Avec Godard, elle est aussi de l'équipe des films Le Mépris en 1963, Pierrot le fou en 1965 et Week-end en 1967.
Mentionnons également son travail avec Gérard Brach pour Le Bateau sur l'herbe en 1971, et avec Pascal Thomas pour Pleure pas la bouche pleine en 1973.
C'est avec Truffaut qu'elle a la collaboration la plus fructueuse : elle apparaît au générique de toutes ses œuvres entre Baisers volés, en 1968, et son dernier film, Vivement dimanche !, en 1983. D'abord scripte, elle devient son assistante à partir de L'Enfant sauvage (1970) et développe, film après film, une certaine connivence avec le metteur en scène. C'est avec La Nuit américaine (1974) que Truffaut décide de la créditer comme coscénariste au générique de ses films. Dans cette même œuvre, il lui rend également hommage à travers le personnage de la scripte Joëlle, déterminée et amoureuse de son métier.
Elle est présente à tous les stades de l'élaboration des films : de l'idée originelle au mixage. Elle obtient le César du meilleur scénario en 1981 pour Le Dernier métro. Outre la scène de l'écharpe et de l'étoile jaune, elle introduit des épisodes qu'elle a vécu sous l'occupation. Ainsi, son père, juif polonais vécut caché dans un grenier, comme le père de Rosette dans le film et comme le personnage principal Lucas vit dans sa cave.
Après le décès prématuré de Truffaut en 1984, Schiffman travaille sur quelques films de Rivette (Le Pont du Nord, Hurlevent), puis passe à la réalisation en 1986 avec Le Moine et la sorcière. Le film est une fable moyenâgeuse située dans un petit village corrézien, et met en vedette Tchéky Karyo, Christine Boisson et Jean Carmet.
En 1989 et 1992, elle tourne Femme de papier, où elle dirige Jean-Pierre Léaud, et Le Jour et la Nuit.
Elle meurt à Paris 10e le 5 juin 2001, à l'âge de 71 ans, et est incinérée au crématorium du cimetière du Père-Lachaise. Ses cendres sont remises à la famille.

## Filmographie

### Scripte
- 1960 : Tirez sur le pianiste de François Truffaut
- 1960 : Tire-au-flanc 62 de Claude de Givray et François Truffaut
- 1961 : Lola de Jacques Demy
- 1961 : Les Vierges de Rome de Carlo Ludovico Bragaglia
- 1961 : Une femme est une femme de Jean-Luc Godard
- 1961 : Paris nous appartient de Jacques Rivette
- 1962 : Jules et Jim de François Truffaut
- 1962 : L'Amour à vingt ans de Marcel Ophüls, Renzo Rossellini
- 1962 : Vivre sa vie: Film en douze tableaux de Jean-Luc Godard
- 1963 : L'Éternité pour nous de José Bénazéraf
- 1963 : Le Petit Soldat de Jean-Luc Godard
- 1963 : Le Mépris de Jean-Luc Godard
- 1963 : La Belle Vie de Robert Enrico
- 1964 : De l'amour de Jean Aurel
- 1964 : Une femme mariée de Jean-Luc Godard
- 1964 : Bande à part de Jean-Luc Godard
- 1964 : La Peau douce de François Truffaut
- 1965 : Pierrot le fou de Jean-Luc Godard
- 1965 : Thomas l'imposteur de Georges Franju
- 1966 : Les Cœurs verts d'Édouard Luntz
- 1967 : Week-end de Jean-Luc Godard
- 1967 : Le Marin de Gibraltar de Tony Richardson
- 1968 : Provinces, série télévisée
- 1968 : Les Gauloises bleues de Michel Cournot
- 1968 : Baisers volés de François Truffaut
- 1968 : La mariée était en noir de François Truffaut
- 1969 : La Sirène du Mississipi de François Truffaut

### Assistante à la réalisation
- 1970 : L'Enfant sauvage de François Truffaut
- 1970 : Domicile conjugal de François Truffaut
- 1971 : Out 1, noli me tangere de Jacques Rivette

### Adaptation et dialogues
- 1996 : Quand les étoiles rencontrent la mer de Raymond Rajaonarivelo, adaptation et dialogues

### Co-scénariste
- 1971 : Le Bateau sur l'herbe de Gérard Brach
- 1971 : Out 1, noli me tangere avec Jacques Rivette, d'après Honoré de Balzac
- 1971 : Out 1: Spectre de Jacques Rivette
- 1973 : Pleure pas la bouche pleine de Pascal Thomas
- 1973 : La Nuit américaine de François Truffaut
- 1975 : L'Histoire d'Adèle H. de François Truffaut
- 1976 : L'Argent de poche de François Truffaut
- 1977 : L'Homme qui aimait les femmes de François Truffaut
- 1979 : L'Amour en fuite de François Truffaut
- 1980 : Le Dernier Métro de François Truffaut
- 1981 : Le Pont du Nord de Jacques Rivette
- 1981 : La Femme d'à côté de François Truffaut
- 1981 : Paris s'en va, court métrage de Jacques Rivette
- 1981 : Merry-Go-Round de Jacques Rivette
- 1983 : L'Homme à femmes de Blake Edwards non crédité
- 1983 : Vivement dimanche ! de François Truffaut
- 1984 : L'Amour par terre de Jacques Rivette
- 1984 : L'Avenir d'Émilie (Flügel und Fesseln) de Helma Sanders-Brahms
- 1985 : Hurlevent de Jacques Rivette
- 1985 : Rouge-gorge de Pierre Zucca
- 1987 : Le Moine et la Sorcière de Suzanne Schiffman
- 1989 : Corps perdus de Eduardo de Gregorio
- 1989 : Femme de papier de Suzanne Schiffman
- 2001 : Tangos volés de Eduardo de Gregorio
- 2003 : Bolondok éneke de Csaba Bereczki
- 2005 : Le Rêve d'Icare de Costa Natsis

### Réalisatrice
- 1971 : Out 1 : Noli me tangere avec Jacques Rivette
- 1987 : Le Moine et la sorcière
- 1989 : Femme de papier
- 1992 : Le Jour et la Nuit[6]